# Солнце в карело-финской мифологии
Олицетворённое Солнце (фин. Päivätär) в древней финской религии — богиня, персонификация солнца и дня, а также прекрасная девушка, чья подруга или близнец — не менее красивая богиня, представляющая Луну. Солнце и Луна владеют золотом и серебром, которые видны в сиянии луны и солнца, а также в «золотоокаймленных» облаках на закате.
Пайвяэр и Куутар иногда видятся в небе как девушки из Похьёлы, прядут золотую и серебряную нить и ткут из неё золотые и серебряные одежды. В Калевале девушки просят у Солнца и Луны золотые и серебряные украшения, а также одежду.
Профессор Анна-Лина Сиикала считает возможным, что Пяйватар была богиней не только Солнца, но и управлявщей жизнью и светом. В христианский период её заменила Дева Мария.
В первой руне Калевалы рассказывается история о сотворении мира, в ней Солнце и Луна происходят из яиц, снесённых уткой.
В других рунах также фигурируют дочь и сын Солнца, Луны, Звезды.